# Johann Gerhard Reinhard Andreae

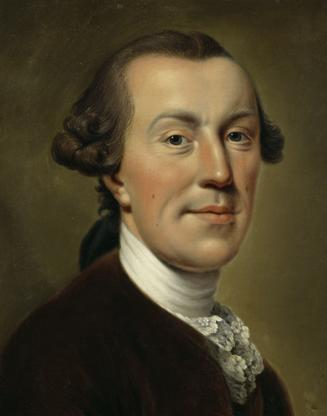
Johann Gerhard Reinhard Andreae, Gemälde von Johann Georg Ziesenis d. J., zwischen 1765 und 1770, Gleimhaus Halberstadt

Johann Gerhard Reinhard Andreae (auch Johann Gerhart Reinhart Andreae und Johann Gerhard Reinhart Andreä; geboren 11. Dezember, nach anderen Quellen auch 17. Dezember 1724 in Hannover; gestorben 1. Mai 1793 ebenda) war ein deutscher Apotheker, Chemiker, Mineraloge und Botaniker.

## Leben

### Familie
Andreaes Eltern waren der Hofapotheker  Leopold Andreae (1686–1730) und Catharina Elisabeth Rosenhagen (gestorben 1752). Die Großeltern väterlicherseits waren der Apotheker Ernst Leopold Andreae (geboren um 1640) und Maria Wietzendorf (geboren um 1660) aus Lüneburg. Seine einzige Schwester war Sophie Elisabeth (1730–1764), die mit dem Theaterprinzipal Abel Seyler verheiratet war. 
Andreae heiratete am 23. November 1751 Ilse Sophie Müller (1728–1795). Das Ehepaar hatte keine Kinder. Nach dem Tod von Andreaes Schwester Sophie Elisabeths im Jahre 1764 wuchsen deren drei Kinder bei ihrem auch J.G.R. Andreae genannten Onkel in Hannover auf. Die Kinder waren: Abel Seyler (1756–1805), der Hofapotheker in Celle wurde, Ludwig Erdwin Seyler (1758–1836), der Bankier und Politiker wurde, und Sophie Seyler (1762–1833), die ab 1781 mit dem Sturm-und-Drang-Dichter und Familienfreund Andreaes Johann Anton Leisewitz verheiratet war. Nach mehreren Berichten war Andreae ein liebevoller Pflegevater für die Kinder seiner Schwester.

### Werdegang
Andreae erlernte die Anfangsgründe der Pharmazie in der Apotheke seines früh verstorbenen Vaters. Diese war 1636 in der Calenberger Neustadt an der sogenannten „Kloppenburg“ gegründet worden und wurde von der Familie bis 1803 geführt. Die später auch unter der Bezeichnung Hofapotheke, Hirschapotheke oder Andreae-Apotheke wurde vornehmlich von der kurfürstlichen und königlichen Hofgesellschaft aufgesucht.
1744 begann Andreae in Berlin sein Studium der Pharmazie, Geologie und Chemie bei Johann Heinrich Pott. Dann reiste er durch Sachsen und das Bergbaugebiet des Harzes nach Frankfurt am Main, wo er bis 1746 als reisender Pharmazeut arbeitete. Bei seiner Rückkehr bewog Paul Gottlieb Werlhof ihn, Chemie, Mineralogie und Metallurgie bei dem Metallurgen Johann Andreas Cramer in Blankenburg zu studieren. Cramer sandte ihn jedoch nach Leyden, wo er bei Hieronymus David Gaub (1705–1780) Chemie studierte. Für ein paar Monate war er auch in London.
1747 übernahm er die Leitung der elterlichen Andreae-Apotheke, die er nach dem Tod der Mutter erbte. Am 23. November 1751 hatte er Ilse Sophie Müller (1728–1795) geheiratet.
1753 war er wieder in Frankfurt/Main. Auf seinen Reisen befreundete er sich mit Pieter van Musschenbroek, Jean-André Deluc, Benjamin Franklin und Philipp Friedrich Gmelin.
Von August bis Oktober 1763 unternahm er eine Wissenschaftsreise durch die Schweiz, wo er die wichtigsten Alpengegenden, vor allem das Berner Oberland besuchte. Ihn interessierten Herbarien, Fossilien- und Kristallsammlungen, Salinen, Thermalbäder und Gletscher. Beim Besuch Johannes Gessners Naturalienkabinetts äußerte er äußerte er Zweifel am Ursprung des wohl berühmtesten Schweizer Fossils, dass Johann Jakob Scheuchzer als „undisputierliches Überbleibsel aus der Sündflut“ bezeichnet hatte. Sie blieben aber Vertreter der damals herrschenden Diluvialtheorie. Seine naturgeschichtlichen Briefe von 1763 an Freunde wurden 1764/65 im Hannoverschen Magazin veröffentlicht, dessen Mitarbeiter er war. Füssli druckte 1776 in Zürich eine prachtvolle Neuausgabe mit zahlreichen Anmerkungen Jakob Samuel Wyttenbachs.
Im Auftrage des Kurfürsten von Hannover untersuchte er um 1765 bis 1769 bei Hannover eine beträchtliche Anzahl Erdarten und ihren Gebrauch für die Landwirtschaft.
Seine Alchemistischen Briefe von 1767 enthalten pharmazeutisch interessante Vorschriften. Er leistete Vorarbeiten für das erste amtliche Arzneibuch in Braunschweig, das Dispensatorium Brunsvicense von 1777.
Seit 1776 war er Mitglied der Erfurter Akademie gemeinnütziger Wissenschaften.
Von 1778 bis 1781 beschäftigte er Jakob Friedrich Ehrhart (Schüler von Torbern Olof Bergman und Freund von Carl Wilhelm Scheele), seine naturgeschichtlicher Sammlungen, darunter ein Herbarium, eine Samen- und eine Hölzersammlung, zu organisieren.

## Schriften
- Briefe aus der Schweiz nach Hannover geschrieben, in dem Jahre 1763 (Online)
  - auch enthalten in: Hannoverisches Magazin, 1764 und 1765 (104 Briefe)
- Abhandlung über eine beträchtl. Anzahl Erdarten, aus Sr. Großbr. Majestät teutschen Landen ... u. von derselben Gebrauch für den Landwirth, 1769
- Verzeichniß der fast alle Theile der Gelehrsamkeit vorzüglich aber die Zoologie, Botanik, Mineralogie ... betreffenden Büchersammlung des verstorbenen hiesigen Apothekers J. G. R. Andreae, welche ... am 22ten April 1794 u. an den folgenden Tagen ... meistbietend verkauft werden soll, Hannover, 1794